# York (stacja kolejowa)
Stacja kolejowa York (York railway station) – stacja kolejowa w Yorku, w Anglii. Posiada 11 peronów i obsługuje 4,985 mln pasażerów rocznie. Wybudowana w latach 1873-77 na podstawie projektu Thomasa Prossera. Otwarta 25 czerwca 1877, była wówczas największym dworcem kolejowym na świecie.